# Gávavencsellő, Szabolcs-Szatmár-Bereg
Gávavencsellő  este un sat în districtul Ibrány, județul Szabolcs-Szatmár-Bereg, Ungaria, având o populație de 3.748 de locuitori (2011). 

## Demografie
Componența etnică a satului Gávavencsellő
     Maghiari (91,99%)
     Romi (5,1%)
     Germani (2,33%)
     Necunoscut (0,2%)
     Alții (0,39%)
Componența confesională a satului Gávavencsellő
     Romano-catolici (39,75%)
     Reformați (21,02%)
     Greco-catolici (15,55%)
     Fără religie (5,47%)
     Necunoscută (17,64%)
     Alte religii (0,8%)
Conform recensământului din 2011, satul Gávavencsellő avea 3.748 de locuitori. Din punct de vedere etnic, majoritatea locuitorilor (91,99%) erau maghiari, existând și minorități de romi (5,1%) și germani (2,33%). Apartenența etnică nu este cunoscută în cazul a 0,2% din locuitori. Nu există o religie majoritară, locuitorii fiind romano-catolici (39,75%), reformați (21,02%), greco-catolici (15,55%) și persoane fără religie (5,47%). Pentru 17,64% din locuitori nu este cunoscută apartenența confesională.